# لوكاس باسيريني
لوكاس جوليانو باسيريني (بالإسبانية: Lucas Passerini)‏ (ولد في 16 يوليو 1994) لاعب كرة قدم أرجنتيني محترف يلعب كمهاجم لبالستينو.

## وصلات خارجية
- لوكاس باسيريني على موقع قاعدة بيانات كرة القدم.إي يو (الإنجليزية)
- لوكاس باسيريني على موقع Soccerway.com (الإنجليزية)
- لوكاس باسيريني على موقع عالم كرة القدم.نت (الإنجليزية)

- لوكاس باسيريني  على سكروي